# Braide (Brienza)
Braide è una frazione del comune italiano di Brienza, nella provincia di Potenza, in Basilicata.
Situata sui confini tra la Basilicata e la Campania, dista circa 7 km dal centro abitato di Brienza. Da un punto di vista urbanistico è divisa in Braide I e Braide II, ma in realtà rappresenta un unico centro abitato.

## Storia
Benché il toponimo abbia chiara origine longobarda, da "braida" ovvero il campo o il podere, il suo nucleo abitato ha origini molto più antiche. La zona è abitata sin dal Paleolitico, ma le evidenze storiche più importanti sono gli scavi archeologici di una villa rustica romana datata al I sec. a.C. Inoltre, recenti studi hanno dimostrato che la frazione si trovasse sulla "Via dei Greci" (anche chiamata "Tratturo degli Stranieri"), un percorso che attraversando l'appennino lucano collegava le colonie della Magna Grecia di Poseidonia (Paestum) e Metaponto.

### Esercito della Salvezza
Agli inizi del XX secolo, dall'opera di due emigranti di ritorno dagli Stati Uniti, Nazzareno Solibello e Michele Gaimari, si deve la nascita dei Corpi dell'Esercito della Salvezza di Braide e Atena Lucana. Questi già dal 1918 iniziarono a predicare e nel vicino comune di Atena Lucana si aprì la prima sala nel 1933. La parola predicata dai militari dell'Esercito della Salvezza attecchì soprattutto a Braide, dove nel 1935 vi aderivano già 29 dei 150 abitanti. La seconda metà degli anni Trenta fu particolarmente dura per la comunità, le autorità fasciste iniziarono a fare pressioni e negli ultimi mesi del 1936 Gabriele Volpe, parroco di Atena, riuscì a trascinare in tribunale Francesco e Michele Gaimari e il tenente dell’esercito della Salvezza Gino Fani con l’accusa di aver tenuto funzioni religiose non autorizzate. Il processo contro i tre salutisti del Corpo di Atena suonò come un campanello di allarme per il Quartiere Generale Italiano dell’Esercito. La natura di associazione a statuto militare metteva l'organizzazione in una difficile condizione sollo il profilo legislativo. Nel febbraio 1940, il Ministero dell'Interno diramò una circolare nella quale si chiedeva alle prefetture di «esercitare un riservato controllo» alfine di evitare che «i dirigenti quasi tutti stranieri» potessero compiere «opere di antitalianità in un momento particolarmente delicato per la Nazione». Con la fine della guerra, si inaugurò una fase di ricostruzione e di normalizzazione della vita delle comunità evangeliche lucane. A Braide, dove nell’aprile del 1944 era arrivato il sergente Vallone, la vendita di parte del vestiario giunto dagli Stati Uniti permise di raccogliere i fondi per edificare la prima sala di culto.
La "Sala delle adunanze" fu ufficialmente inaugurata il 30 novembre 1947. La comunità continuò a crescere e iniziò a diffondersi anche a Brienza. 
Dopo il sisma del 1980, l'Esercito della Salvezza e l'Agenzia Americana per lo sviluppo Internazionale diedero vita negli Stati Uniti ad un'importante opera di raccolta fondi per risollevare il paese lucano colpito dal sisma attraverso un investimento produttivo che avesse una importante ricaduta sociale. La realizzazione della Mobili Braides, interamente finanziata da donazioni d’Oltreoceano e gestita con la partecipazione operaia al 50% della proprietà e degli utili, fu un esperimento in completa controtendenza rispetto al momento storico contingente e al prevalere delle logiche speculative e clientelari che inquinarono la ricostruzione post sisma.

## Monumenti e luoghi d'interesse

### Siti archeologici
Nel 1984, a seguito di una serie di campagne di scavi archeologici, è stata rinvenuta la villa rustica risalente al periodo repubblicano (I secolo a.C.). La villa si presenta con tre ambienti pavimentati a tessere nere e bianche di piccolo formato (opus signum), con motivi decorativi a rombi e meandri. L'ambiente più grande tra quelli rinvenuti era fornito di riscaldamento a caldaia e fungeva da cucina. Un secondo spazio era invece caratterizzato da un rivestimento impermeabilizzante in cocciopesto, essendo di forma circolare questo spazio fungeva da cisterna, e raccogliendo gli scoli di una canaletta per il deflusso delle acque piovane. 
Una successiva campagna di scavi, eseguita nel 1985, ha portato alla luce altri ambienti a sud e a est. Questi presentavano pavimentazione in malta e terra compatta o in cocciopesto. In un ampio spazio ad est sono stati recuperati abbondante ceramica a vernice nera, dei frammenti bronzei di rivestimento di parti lignee e un coltello in ferro. Il ritrovamento, nella villa, di un denario di M.Sergius Silus del 116/115 a.C. ha permesso di datare il complesso. 
Successivamente nel 1988 si è effettuata una proiezione archeologica con metodi geofisici in tutta l'area circostante la villa, questa ha indicato la presenza di un'ampia area interessata da attestazioni archeologiche. 
Per mancanza di fondi, lo scavo non è proseguito oltre. Per evitare il deterioramento di quanto emerso è stato ricoperto e non è visitabile.